# Blue Jeans (canção)
"Blue Jeans" é uma canção da cantora estadunidense Lana Del Rey, contida em seu segundo álbum de estúdio, intitulado Born to Die (2012). Foi composta por Del Rey, Dan Heath e Emile Haynie, sendo produzida pela última. Seu lançamento como terceiro single do disco ocorreu em 8 de abril de 2012 pelas gravadoras Interscope e Polydor. Liricamente, a música fala sobre um relacionamento complicado, que resulta em perdas.
As críticas após o lançamento da música foram em geral positivas, onde o refrão poderoso e a batida de hip hop foram enaltecidos. A faixa teve um desempenho moderado nas tabelas musicais, chegando a sexta e quarta colocações nas paradas belgas Wallonia e Flandres, respectivamente. A canção ainda alcançou a décima posição em Israel na parada Media Forest. Nos Estados Unidos a canção ocupou a quadragésima primeira posição na parada Rock Songs da Billboard.
Para a promoção da canção foram lançados três videoclipes: um produzido pela própria Del Rey; outro dirigido por Yoann Lemoine; e o último foi uma versão acústica com voz e violão. A música foi apresentada pela primeira vez no primeiro episódio da série de TV Ringer. Também foram realizadas outras performances, incluindo na versão britânica do reality show The Voice e nos programas televisivos Le Grand Journal da França e Saturday Night Live dos Estados Unidos, que levaram a muitas críticas negativas à sua atuação.

## Antecedentes e composição
A canção foi primeiramente lançada em um EP intitulado Blue Jeans / Video Games, e recebeu remisturas por Blood Orange, Kris Menace e RAC. A capa da faixa foi divulgada no dia 13 de março de 2012, o lançamento oficial como o terceiro single do segundo álbum de estúdio da cantora ocorreu no dia 8 do mês seguinte. A canção também está presente no extended play Lana Del Rey, que fez sua estreia na parada de discos norte-americana Billboard 200 em 21 de janeiro de 2012 na vigésima segunda posição, após vender 14 mil exemplares.
"Blue Jeans" foi composta por Lana Del Rey, Dan Heath e Emile Haynie, sendo produzida pela última. A cantora revelou em uma entrevista que a canção foi escrita no chalé de Heath, em Santa Mônica. Também comentou que criou a letra na hora, enquanto tocavam uma progressão de acordes que acabou se tornando o refrão assombroso da música. Liricamente, o tema fala sobre um relacionamento complicado, que resulta em perdas. A canção tem batidas de hip hop onde Del Rey canta versos como: "Você é tão puro como a morte e doentio como o câncer / Te amo mais que aquelas vacas de antes". A música faz uso de vários instrumentos, notoriamente bateria, guitarra e teclado. De acordo com a partitura publicada pela Universal Music Publishing Group na página da Musicnotes, Inc, a canção possui um metrônomo de 60 batidas por minuto e é composta na chave de Fá menor. Em entrevista a SpinorBinMusic, a cantora falou que tanto a faixa "Summertime Sadness" como "Blue Jeans" foram trabalhadas lentamente e com compositores diferentes.

## Recepção da crítica

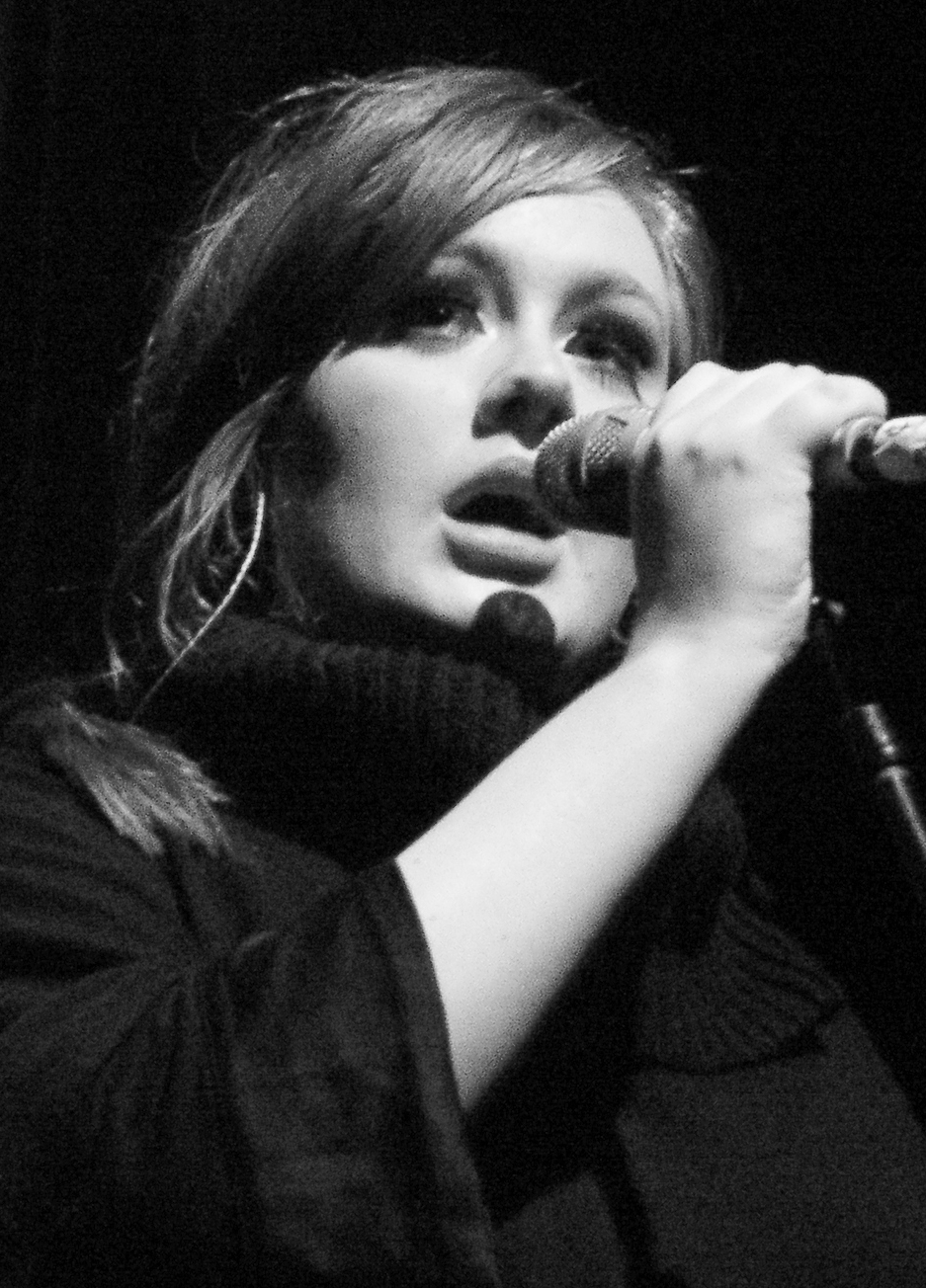
John Murphy, do MusicOMH.com afirmou que "Blue Jeans" juntamente com "Video Games", são semelhantes às músicas da cantora Adele.

As críticas após o lançamento da faixa foram geralmente positivas. Em sua crítica ao álbum Born to Die, Sal Cinquemani da revista Slant, afirmou que os singles "Video Games", "Blue Jeans" e "Born to Die" estavam entre as melhores canções do ano, e observou: "é apenas janeiro". Ele também falou do desempenho vocal  de Del Rey: "Ela usa um efeito impressionante e deslumbrante na canção, no que parece ser uma respiração desfalecida". Lindsay Zoladz, da publicação musical Pitchfork Media, disse que a política sexual de Born to Die estava incomodando muito: "Você seria duramente pressionado para encontrar qualquer música em que Del Rey revela uma interioridade ou figura-se como algo mais complexo que um sorvete de cone a ser lambido como objeto de desejo masculino". Ela ainda afirmou que um verso de "Blue Jeans" resume cerca de 65% do conteúdo lírico do álbum. Channing Freeman do Sputnikmusic disse em sua resenha que a música poderia ser um dos grandes temas do álbum.
Billy Hepfinger, da revista PopMatters, afirmou que a canção é "meramente escutável". Por outro lado, John Murphy, da revista online MusicOMH.com, observou que apesar de sofrerem com "o estilo onipresente" da cantora inglesa Adele, "'Video Games' e 'Blue Jeans' ainda soam belíssimas, soam como as músicas mais tristes de amor já escritas", Já para Luke Larsen, da Paste Magazine as duas canções são cativantes, obscuramente cinematográficas e maravilhosamente escritas. Gazelle Emani, do The Huffington Post observou que a canção foi fiel à fórmula musical da cantora de nostalgia e realismo, combinadas por letras maliciosas e profundas. Robert Copsey do Digital Spy escreveu que não imaginava uma atuação tão ruim no Saturday Night Live. Ela ronrona ao longo de um nebulosa guitarra elétrica: "E eu sei que o amor é malvado, e o amor machuca / Mas eu ainda me lembro daquele dia que nos conhecemos em dezembro", enquanto as cordas voam por baixo e, eventualmente, sobem no refrão, enquanto ela proclama: "Eu vou te amar até o fim dos tempos". Copsey premiou a canção com quatro de cinco estrelas possíveis.

## Divulgação e outras versões
Em 14 de janeiro de 2012, Del Rey cantou as músicas "Video Games" e "Blue Jeans" no programa de televisão Saturday Night Live, do canal estado-unidense NBC. Sua apresentação recebeu muitas críticas negativas, por ela estar nervosa e por sua desafinação. Uma nova performance foi realizada no Le Grand Journal, na França, no dia 30 do mesmo mês. Em 13 de abril, a cantora apresentou "Blue Jeans" no talk show italiano Le invasioni barbariche do canal La7. Em 28 de abril, ela cantou a canção na primeira temporada do The Voice UK — a gravação foi ao ar no dia seguinte, na BBC One. Del Rey também interpretou-a no festival londrino Lovebox em 16 de junho. Ainda em 2012, a cantora teve a oportunidade de atuar no evento 'Hackney Weekend', criado pela Radio BBC 1. Na ocasião a interprete cantou sete canções, dentre elas "Blue Jeans". A música faz parte do repertório oficial da turnê Born to Die Tour, que percorre América do Norte, Europa e Oceania.
Foi posto à venda na loja virtual iTunes Store um EP com várias versões remix da canção. O grupo Penguin Prison também fez uma remistura da música, divulgando-a em outubro de 2011. Uma versão do single com Lana Del Rey e Azealia Banks também foi lançada no iTunes dentro de um EP. Mark Foster, vocalista da banda Foster the People, foi o responsável por juntar Del Rey e Banks neste remix, que estará no novo projeto de Mark, intitulado Sims & Belle. Para essa mistura Del Rey e Banks trabalharam com o compositor e vocalista Ryan Tedder do One Republic que já havia trabalhado na canção Halo da "Beyoncé" e em "Bleeding Love" da Leona Lewis. Durante a premiação do Grammy Awards de 2012 Tedder foi entrevistado pela Billboard, na ocasião ele comentou:
| “ | Tenho cancelado várias sessões de composição para fazer coisas que me animam muito e que acho que são muito legais. Azealia Banks me assusta. Lana Del Rey me assusta um pouco. Não de uma maneira negativa. | ” |

A canção foi apresentada no primeiro episódio da série televisiva Ringer. Além disso, "Blue Jeans" foi tema de dois comerciais: do café "Nespresso", da marca Nestlé, e da Universidade de Phoenix, no Arizona.

## Videoclipes
O primeiro videoclipe da canção "Blue Jeans" foi carregado na conta de Del Rey no YouTube em 9 de setembro de 2011. Assim como a gravação audiovisual de seu primeiro single "Video Games", ela reuniu cenas de arquivos antigos da internet e filmou-se em frente à sua webcam. Del Rey também incluiu cenas do fotógrafo australiano Nirrimi Joy Firebrace realizadas em um projeto chamado "concurso coração". As imagens misturam formatos como Super-8 e VHS. Os críticos compararam o vídeo com os trabalhos anteriores da cantora. Até março de 2012 o clipe já somava mais de 10 milhões de visualizações.

Cena em qual a cantora está em uma piscina beijando seu namorado (segundo videoclipe de "Blue Jeans").

A segunda versão do vídeo foi dirigido por Yoann Lemoine, que já havia trabalhado com Del Rey na canção "Born to Die". Primeiramente, foi divulgada pela cantora uma foto, que não trazia o título da música, entretanto, nesta imagem mostra uma mão masculina em seu pescoço onde mostra em um dos dedos dessa mão a palavra "f*ck" tatuada. O lançamento ocorreu no dia 19 de março de 2012. Lemoine produziu o vídeo com efeito preto e branco, onde em vários momentos a câmera aparece desfocada, mostrando Del Rey e o ator Bradley Soileau em uma piscina, em cenas sensuais. Soileau acaricia o corpo de Del Rey, e logo depois coloca a mão em sua boca. Em seguida, aparecem diversas imagens dos dois nadando juntos, com vários crocodilos que os espreitam. O ator aproxima-se dela, eles começam a trocar olhares e depois se beijam novamente.
Logo após o lançamento oficial a repercussão na internet foi intensa: "Blue Jeans" se tornou um dos assuntos mais comentados nas redes sociais, recebendo muitas críticas positivas para o conjunto música e vídeo. Este segundo videoclipe foi bem recebido pela crítica especializada. Amanda Dobbins, do blog Vulture, notificou que Del Rey supostamente alugou ou comprou uma casa de fazenda com uma piscina atraente para gravar a obra. Ainda disse que "ela parece muito chique! Mas triste". X. Alexander, do website Idolator, observou que Del Rey expressa muitas tristezas e reflexos na água. Alexander ainda comentou: "Nós estamos cavando as imagens exuberantes que conseguem fazer de um dia ensolarado na piscina um estilo lindo de arrepiar". Ele terminou exaltando: "Essa é a nossa menina!". Jeff Daily do Spacelab, comentou que o vídeo não é o que se poderia descrever como uma grande arte e que ele é tão chato quanto á música.
O terceiro videoclipe foi carregado no Youtube com o título "Blue Jeans (Live at the Premises)" e traz uma versão acústica da canção. Nele, Del Rey encontra-se em uma sala agradável com um microfone, acompanhada por um guitarrista. Mallika Rao, escrevendo para o jornal The Huffington Post, comentou sobre o desempenho de Del Rey: "A voz dela ainda é surpreendentemente profunda. A referência implícita a Nancy Sinatra e sua linha ancestral sombria de jazz, que os fãs acham emocionante, e os críticos chamam de derivativos, ainda está no trabalho." Alex Yound, do site Consequence of Sound, afirmou que olhou verdadeiramente para Lana Del Rey após assistir o videoclipe.

## Lista de faixas
A versão single de "Blue Jeans" contém apenas uma faixa com duração de três minutos e trinta segundos. Del Rey esteve envolvida em todo processo das remisturas feitas para promover a canção nas rádios. Foi lançado um extended play com versões editadas da canção. O compacto esteve na edição disco de vinil, onde a faixa "Carmen" também da cantora esteve presente. Ainda foi feito outra versão para promover o single, onde esteve a original (versão do álbum) e uma edição feita para rádios. Em abril de 2012, Del Rey fez uma mistura da canção com a rapper americana Azealia Banks, lançado em um EP no iTunes a 1 de maio de 2012. Em 21 de janeiro de 2013, foi disponibilizado um extended play no iTunes com sete faixas misturadas que entre elas estão duas versões instrumentais da canção "Video Games".
| Remixes EP |                                              |         |  |
| N.º        | Título                                       | Duração |  |
| 1.         | "Blue Jeans" (Remastered)                    | 3:30    |  |
| 2.         | "Blue Jeans" (Gesaffelstein Remix)           | 4:35    |  |
| 3.         | "Blue Jeans" (Odd Future's the Internet Mix) | 4:00    |  |
| 4.         | "Blue Jeans" (Dev Hynes)                     | 3:31    |  |

| Picture Vinyl |              |         |  |
| N.º           | Título       | Duração |  |
| 1.            | "Blue Jeans" | --:--   |  |
| 2.            | "Carmen"     | 4:08    |  |

| Promo CD |                              |         |  |
| N.º      | Título                       | Duração |  |
| 1.       | "Blue Jeans" (Radio edit)    | --:--   |  |
| 2.       | "Blue Jeans" (Album version) | 3:30    |  |

| Blue Jeans (Remixes) - EP |                                                     |         |  |
| N.º                       | Título                                              | Duração |  |
| 1.                        | "Blue Jeans (feat. Azealia Banks)"                  | 3:01    |  |
| 2.                        | "Blue Jeans (Gesaffelstein Remix)"                  | 4:35    |  |
| 3.                        | "Blue Jeans (RAC Mix)"                              | 3:38    |  |
| 4.                        | "Blue Jeans" (Club Clique's Nothing Is Real Remix)" | 4:11    |  |
| 5.                        | "Blue Jeans (Kris Menace Remix)"                    | 6:41    |  |
| 6.                        | "Blue Jeans (Penguin Prison Remix)"                 | 5:36    |  |

| Blue Jeans Omid 16B Remixes |                                                       |         |  |
| N.º                         | Título                                                | Duração |  |
| 1.                          | "Blue Jeans (Omid 16B Remix)"                         | 6:31    |  |
| 2.                          | "Blue Jeans (Omid 16B Dub)"                           | 4:15    |  |
| 3.                          | "Blue Jeans (Omid 16B Club Mix)"                      | 7:56    |  |
| 4.                          | "Blue Jeans (Omid 16B Club Reprise)"                  | 4:13    |  |
| 5.                          | "Video Games (Omid 16B Remix)"                        | 4:07    |  |
| 6.                          | "Video Games Video Games (Omid 16B Instrumental Mix)" | 5:08    |  |
| 7.                          | "Video Games (Omid 16B Instrumental)"                 | 2:35    |  |

## Créditos
A lista de créditos de produção a seguir foi adaptada do encarte do álbum Born to Die:
- Lana Del Rey - vocais, compositora
- Emile Haynie - produtora, compositora
- Dan Heath - Compositor
- Jeff Bhasker - produção adicional, teclados adicionais, guitarra
- Gravadora(s) - Interscope Records, Stranger Records

## Desempenho nas tabelas musicais
Na Bélgica, a obra fez a sua estreia na na região Flanders na septuagésima quinta colocação, segundo a publicação de 7 de abril de 2012 pela Ultratop; mais tarde conseguindo sua maior colocação, sendo esta de número 6. Na região Valônia a faixa alcançou o pico de número 3. "Blue Jeans" desempenhou-se na décima terceira posição da Hitseekers Chart. Na França, o tema entrou na France Singles Chart na décima sexta posição, de acordo com a publicação de 12 de novembro de 2012. Em Israel, a faixa assinalou a septuagésima quinta posição, na parada publicada pela Media Forest.
Na Suíça, alcançou a décima nona colocação na tabela da parada oficial, Schweizer Hitparade. No Reino Unido, a música estreou na quinquagésima terceira colocação na UK Singles Chart na semana de 15 de abril de 2012, mais tarde subia a posição de número 32, na semana de 6 de maio de 2012. Ainda em território americano, alcançou a quadragésima primeira posição na parada Rock Digital Songs e a vigésima quarta na Alternative Digital Songs.
| País           | Parada (2011/2012)        | Melhor posição |
| -------------- | ------------------------- | -------------- |
| Austrália      | Hitseekers Chart          | 13             |
| Bélgica        | Ultratop (Flanders)       | 6              |
| Bélgica        | Ultratop (Valônia)        | 4              |
| Estados Unidos | Rock Digital Songs        | 41             |
| Estados Unidos | Alternative Digital Songs | 24             |
| França         | France Singles Chart      | 16             |
| Israel         | Media Forest              | 10             |
| Suíça          | Schweizer Hitparade       | 39             |
| Reino Unido    | UK Singles Chart          | 32             |

| País      | Associação     | Certificação | Vendas  |
| --------- | -------------- | ------------ | ------- |
| Canadá    | Music Canada   | Ouro         | 40.000+ |
| Dinamarca | IFPI Dinamarca | Ouro         | 15.000+ |

## Histórico de lançamento
"Blue Jeans" foi lançada para descarga digital em 8 de abril de 2012. No mesmo mês, um extended play digital contendo remisturas da canção foi disponibilizado no mercados holandeses e alemão — neste último tendo um lançamento na edição física (CD). Na França, a faixa foi lançada como CD single no dia 23 de julho de 2012. Nos Estados Unidos foi lançado um EP contendo sete versões diferenciadas da canção.
| País           | Data                  | Formato                     | Gravadora(s)        |
| -------------- | --------------------- | --------------------------- | ------------------- |
| Reino Unido    | 8 de abril de 2012    | 7" Vinyl                    | Interscope, Polydor |
| Austrália      | 1 de maio de 2012     | 6- track Digital Remixes EP | Interscope, Polydor |
| Bélgica        | 1 de maio de 2012     | 6- track Digital Remixes EP | Interscope, Polydor |
| Brasil         | 1 de maio de 2012     | 6- track Digital Remixes EP | Interscope, Polydor |
| Canadá         | 1 de maio de 2012     | 6- track Digital Remixes EP | Interscope, Polydor |
| Estados Unidos | 1 de maio de 2012     | 6- track Digital Remixes EP | Interscope, Polydor |
| Espanha        | 1 de maio de 2012     | 6- track Digital Remixes EP | Interscope, Polydor |
| Finlândia      | 1 de maio de 2012     | 6- track Digital Remixes EP | Interscope, Polydor |
| França         | 1 de maio de 2012     | 6- track Digital Remixes EP | Interscope, Polydor |
| Grécia         | 1 de maio de 2012     | 6- track Digital Remixes EP | Interscope, Polydor |
| Países Baixos  | 1 de maio de 2012     | 6- track Digital Remixes EP | Interscope, Polydor |
| Japão          | 1 de maio de 2012     | 6- track Digital Remixes EP | Interscope, Polydor |
| Luxemburgo     | 1 de maio de 2012     | 6- track Digital Remixes EP | Interscope, Polydor |
| Nova Zelândia  | 1 de maio de 2012     | 6- track Digital Remixes EP | Interscope, Polydor |
| Portugal       | 1 de maio de 2012     | 6- track Digital Remixes EP | Interscope, Polydor |
| Suécia         | 1 de maio de 2012     | 6- track Digital Remixes EP | Interscope, Polydor |
| Estados Unidos | 21 de maio de 2012    | Triple A radio              | Interscope, Polydor |
| França         | 23 de julho de 2012   | CD single                   | Interscope, Polydor |
| Estados Unidos | 21 de janeiro de 2013 | 7 track Digital Remixes EP  | Interscope, Polydor |